# Kivijärvi (sjö i Finland, Egentliga Finland, lat 60,97, long 21,90)
Kivijärvi är en sjö i Finland. Den ligger i Letala stad i landskapet Egentliga Finland, i den sydvästra delen av landet, 190 km nordväst om huvudstaden Helsingfors. Kivijärvi ligger 34,4 meter över havet. Arean är 61,6 hektar och strandlinjen är 3,8 kilometer lång. Sjön  ingår i Sirppujokis huvudavrinningsområde.   I omgivningarna runt Kivijärvi växer i huvudsak blandskog.